# Ochapowace 71-44
Ochapowace 71-44 är ett reservat i Kanada.   Det ligger i provinsen Saskatchewan, i den sydöstra delen av landet, 2 100 km väster om huvudstaden Ottawa.
Trakten runt Ochapowace 71-44 består till största delen av jordbruksmark. Trakten runt Ochapowace 71-44 är nära nog obefolkad, med mindre än två invånare per kvadratkilometer.